# John Mordaunt (vicomte Mordaunt)
John Mordaunt, vicomte Mordaunt, né vers 1681 et mort le 5 avril 1710 est un soldat et homme politique anglais.

## Biographie
Fils aîné de Charles Mordaunt, 3e comte de Peterborough, il fait ses études à Christ Church, à Oxford, après avoir voyagé en Hollande en 1699.
Il est élu député whig de Chippenham en 1701 malgré une pétition alléguant, entre autres, qu'il est toujours mineur (cette année-là, il a environ 20 ans). Allié politique de son père, il dirige la tentative de destitution de John Somers à la Chambre des communes la même année. Lors de l'élection générale de 1705, il quitte son siège pour se présenter sans succès dans le Nottinghamshire mais est réélu à Chippenham plus tard au cours de la même année lors d'une élection partielle causée par le décès d'un membre Whig récemment élu, et siège jusqu'en 1708.
Il sert pendant la Guerre de Succession d'Espagne. En tant que capitaine, il dirige la charge des Grenadier Guards à la bataille de Schellenberg en 1704, et est l'un des rares à survivre. Peu de temps après, il aide à mener un nouvel assaut furieux à la bataille de Blenheim et perd son bras gauche. Le 25 août 1704, il est nommé colonel des Fusiliers royaux écossais à la place du brigadier Archibald Rowe, tué lors de l'attaque de Blenheim. Le 26 juin 1706, il échange des régiments avec Sampson de Lalo, alors colonel du 28e régiment, mais reprend le poste de colonel des Scots Fuzileers en 1709 lorsque de Lalo est tué à la bataille de Malplaquet.
En 1708, il épouse Lady Frances Powlett (décédée en 1715), fille de Charles Paulet, 2e duc de Bolton. Ils ont deux fils : 
- Charles Mordaunt, 4e comte de Peterborough (1708-1779)
- Lt.-Col. John Mordaunt (député) (c. 1709 - 1767)

Il meurt de la variole le 5 avril 1710 et est enterré à Turvey le 13 avril.